# 林牧才
林牧才（西班牙語： ？—1921年），多明我会会士，出生於西班牙，1913年出任台灣監牧區監牧，1921年逝世。